# Руско-аустријско-турски рат (1735—1739)
Руско-аустријско-турски рат вођен је у периоду од 1735. до 1739. године између Руске Империје и Хабзбуршке монархије са једне и Османског царства и Кримског каната са друге стране. Рат је завршен потписивањем хабзбуршко-османског Београдског мира (18. септембра) и руско-османског Нишког мира (3. октобра). Током рата, на бојиштима у српским земљама учествовали су и српски војни и устанички одреди, у садејству са хабзбуршком војском, чије је повлачење довело до Друге велике сеобе Срба, под патријархом Арсенијем IV.

## Почетак рата
Раздражена честим узнемиравањима Татара са подручја јужне Русије, нарочито за време свога рата са Персијом, петроградска влада је наредила да се нападне и заузме Азов, што је 1736. год. довело до рата с Турцима. Аустрија, као савезник Русије, покушала је да посредује, али кад је видела да Руси неће лако да попусте и да имају већих планова на Балкану, уплашила се за свој положај, па се решила да и сама уђе у рат с Турцима, иако се тада још није била коначно измирила с Француском. У рат је ушла под врло неповољним условима. Њени историчари тврде, да је војна снага царевине била у очигледном опадању и да се то јасно видело у борбама на западу, где ни присуство Еугена Савојског није могло да донесе њиховим борцима више среће. После Еугенове смрти, у пролеће 1735, Царевина није имала ниједног војног лица од већег значаја. У самој земљи беше много незадовољства међу Србима нарочито, и то и у Угарској и Хрватској, као и у Србији. Ако они и нису дизали формалног устанка негодовање је било дубоко и скоро у свима круговима. С чисто војничког гледишта Аустрија је погрешила што није прибрала војску на једно главно ратиште, него је ударала у три правца, а и у та три правца са више девијација.

## Аустријски порази
Одмах, прве године рата, у лето 1737, љуто је настрадала аустријска војска под Бањом Луком. Има вести, да је том поразу знатно допринео један Србин, који је упућивао Турке како да раде. Да је српског нерасположења било сведочи јасно један савремени запис из манастира Ораховице, а уза њ мање више јасно и неколико других. Па, ипак, већи део Срба решио се и овог пута да буде на аустријској страни. Узроци су јасни. Овог пута биле су у рату против Турске и Русија и Аустрија и Срби су сматрали за своју дужност да се нађу заједно с њима. У толико пре што је за њих изгледало сигурно, да би удружене те две силе могле учинити крај турској власти. Сем тога, турска централна власт била је много ослабила и није имала ни снаге ни воље да обузда самовољу појединаца. А у унутрашњости се од ње много патило. Велик број муслиманског становништва, потиснут у последњим борбама из Угарске, Хрватске, Славоније, Далмације и северне Србије, био се сручио у Босну, Херцеговину и Стару Србију, и обескућен и озлојеђен хтео је да се обештети на рачун хришћанског становништва. То је било доба сувих зулума сваке врсте.
На тајном збору, одржаном у марту 1737, на ком се нашао патријарх Арсеније IV Јовановић Шакабента са неколико епископа (скопским, рашким, штипским и самоковским) и са неколико световних главара из Старог Влаха и студеничког краја било се решило, да Срби помажу аустријској војсци. Покрет је био чисто локалан, у крају, у који је имала бити упућена аустријска офанзива и где су њени људи највише радили. Сем српског патријарха за Аустрију је радио и римокатолички надбискуп у Скопљу Михаило Сума, а преговоре је водио, постављајући велике захтеве, и охридски архиепископ Јоасаф. С овим последњим није се ништа постигло, а Сума је морао пре објаве рата да пребегне Аустријанцима, јер су му Турци били ушли у траг. Патријарх и аустријски повереници успели су, да покрену у акцију један део зетских брђана и Арбанаса. С њим заједно отишло је у аустријски војни логор близу Ниша неколико представника Васојевића, Куча, Пипера, Братоножића, Климената и Груда.

## Српска кампања
Аустријска војска, која је, са српским помоћним одредима, под заповедништвом Станише Марковића Млатишуме, оперисала према југу, у правцу Ниша и Новог Пазара, узела је Ниш 28. јула без борбе, а истог дана и Нови Пазар. Старовлашки кнез Атанасије Рашковић дигао је своје људе и помоћу њих очистио Нову Варош и Пријепоље. Али аустријски одреди не беху довољно јаки ни довољно вешто вођени, а и одзив српских устаника био је мањи него што се надало. То је долазило отуд, што су Турци предузели енергичне противмере. Они су патријарха Арсенија, кад се вратио од Аустријанаца, били затворили и можда би га уморили, да се није ноћу спасао из Пећи и добегао у Ругову. Његова сабрата, самоковског епископа Симеона, су мучили и најпосле обесили. Из Ругове се патријарх пребацио у Васојевиће.
Кад су крајем јула 1737. Турци прибрали своје снаге, они су и на овом ратишту, као и у Босни, показали своју несумњиву војничку вредност. То је заплашило и Србе и Арбанасе, па се нису у већој мери дигли на оружје. Нису чак доносили ни довољно хране за војску, нешто можда што је нису имали превише, а још више из страха. Уз то, јавила се, као и оно крајем XVII века, куга и друге заразне болести. Свет је, на крају крајева, био и начелно уздржљивији, баш у овим крајевима, после искуства пред Велику Сеобу. Мада су желели победу хришћанима људи нису хтели много да се излажу; били су за сарадњу, али не да цео терет падне на њих.
И имали су право. Аустријанци су претрпели пораз и пред Видином и нису имали довољно снаге, да је поново баце против Турака на југу. У зору 13. (24.) августа Аустријанци су напустили и Нови Пазар. Патријарх кад је са својим Брђанима (било их је око 3.000) дошао пред тај град чуо је, на своје право запрепашћење, да су га Аустријанци са Млатишумом напустили. Један патријархов сарадник пише поштено, како су они, сметени и уплашени, нагли у бег; "дадосмо се у бег ко више могаше бегати, претичући друг друга и обазирући се често натраг да нас не достигну агарјани и посеку". Неки од Брђана наставише пут за аустријском војском, а други се вратише кућама. Патријарх је преко Студенице отишао у Крагујевац, а одатле у Ниш. Али, безглави, Аустријанци су напустили ускоро и тај град, с намером да главну акцију развију на Дрини и освоје Босну. Њих је пратио пораз за поразом, и поред привремених ситних успеха. Повлачећи се из Новог Пазара Аустријанци су поручивали својим сарадницима нека се спасава како ко зна или нека иде за њима.
Српски ратници, видећи рђаво аустријско маневрисање, неуредно плаћени и слабо збринути, напуштали су аустријске редове и то се приписивало у грех народним старешинама. Дотадашњи вођа српских одреда, Станиша Марковић Млатишума, који је под аустријском управом био оберкапетан у Крагујевцу и истакао се у овом последњем рату, био је пао у немилост. Корупција лифераната и административних чиновника, слабо вођство с једне стране, а жива активност Турака с друге стране решили су рат на штету Аустријанаца и пре одлучног пораза. Страдања Срба била су и овом приликом знатна, иако су се доста рано тргли од опасније сарадње с Аустријанцима. Нарочито су 1737. год. страдали Васојевићи, док су Кучи, помагани од Климената и Братоножића, прошли боље.

## Крај рата
Одлучни пораз аустријске војске у Србији догодио се 21. и 22. јула 1739. године у бици код Гроцке. Било је мртвих и рањених самих 10 генерала, а погинулих војника било је преко 5.000. Пораз је, природно, обесхрабрио све људе. Аустријанци су, без наде да би скоро могли поправити положај, почели убрзо преговоре о миру. Примирје је склопљено 1. септембра, а потом је 18. септембра потписан уговор о миру. Аустријанци су вратили Турцима све области јужно од река Саве и Дунава, које су тиме постале за дуго времена граничне реке између два царства. Београдска утврђења била су порушена.

## Сеоба Срба
Повлачење хабзбуршке војске било је праћено покретом дела српског становништва из области које су биле захваћене сукобима, што је довело до Друге велике сеобе Срба. Патријарх Арсеније IV је још раније пристигао у Београд, затекавши митрополију у стању упражњености, услед смрти митрополита Вићентија Јовановића (1737). Преузевши црквену управу, патријарх се средином децембра 1737. године запутио је у Беч, ради решавања црквених и народних послова. У Бечу су га дочекали с пажњом и признали су му духовну власт, али само привремено. Од избеглица, који беху дошли с патријархом, требало је образовати један пук од 2.000 људи, али тај план није био остварен. Тек у марту 1739. именован је био патријархов зет, кнез Атанасије Рашковић, за пуковника српске народне милиције.
Током сеобе у јесен 1739. године пребегао је на хабзбуршку страну део народа из централне Србије, као и оно људи што се са патријархом повлачило са југа на север. Колико је био број тих нових избеглица не може се данас поуздано утврдити, само је сигурно да их није било онолико колико приликом сеобе патријарха Арсенија III. Са Србима је овог пута било и нешто католичких Арбанаса, који су се борили претежно под српском командом. Један њихов део отишао је у чувене и озлоглашене Тренкове пандуре, а други се населио на имањима барона Пејачевића у Хртковцима и Никинцима. По једном извештају из 1743. год. тражило се место у Срему за 2.859 српских и албанских породица. Других пресељавања било је по Срему. Кад је 1740. год. био затворен Станиша Млатишума тврдили су за њ народни људи, да је он сам превео у Аустрију и населио око 1.000 хришћанских душа. Србијанска милиција, коју је водио Вук Исаковић Црнобарац са 633 човека населила се на запуштеним имањима Одескалија, Шенборна и Колореда.